# Еріка Чіпресса
Еріка Чіпресса (італ. Erica Cipressa, нар. 18 травня 1996, Мірано, Італія) — італійська фехтувальниця на рапірах, бронзова призерка Олімпійських ігор 2020 року.

## Виступи на Олімпіадах
| Олімпіада  | Дисципліна      | Місце |
| ---------- | --------------- | ----- |
| Токіо 2020 | командна рапіра | 3     |